# Povážská župa
Povážská župa (slovensky Považská župa, oficiálně župa XVII) byla jednotka územní správy a samosprávy zavedená v prvorepublikovém Československu v rámci nového župního zřízení. Existovala v letech 1923–1928, měla rozlohu 6 801 km² a jejím správním centrem byl Turčiansky Svätý Martin (nyní Martin).

## Vznik a zrušení župy
Po zániku Uherska v roce 1918 byl původní uherský systém žup převeden v takřka nezměněném územním rozsahu do správního systému Československé republiky. Toto provizorní postuherské uspořádání trvalo jen do roku 1922. V roce 1920 byl přijat zákon č. 126/1920 Sb. o zřízení župních a okresních úřadů v republice Československé, kterým mělo být celé území Československa (kromě Prahy a Podkarpatské Rusi) rozděleno do 21 žup. Jednou z nich byla i Povážská župa, jako jedna z šesti žup zřízených na území Slovenska. Ve srovnání s historickými (uherskými) župami byl jejich rozsah větší a proto se jim na Slovensku říkalo veľžupy. Povážská župa měla pořadové číslo XVII. Zákon stanovil vznik župního úřadu v čele s županem, který byl vládou jmenovaným státním úředníkem, a župního zastupitelstva coby samosprávného sboru. Při župním zastupitelstvu měl být zřízen župní výbor, župní finanční komise a další komise. Povážská župa měla být součástí nadregionálního župního svazu v hranicích celého Slovenska.
Župní zřízení čelilo od počátku silné kritice a bylo do praxe uvedeno až roku 1923 pouze na Slovensku. Dne 30. září 1923 se zde konaly volby do župních zastupitelstev. Županem Povážské župy byl jmenován Josef Országh.
Dne 14. července 1927 byl přijat zákon č. 125/1927 o organizaci politické správy, rušící župy a zavádějící zemskou soustavu, účinný od 1. července 1928. Povážská župa se stala součástí země Slovenské. Na rozdíl od českých zemí, kde hranice žup byly zachovány alespoň jako vymezení volebních krajů pro volby do Poslanecké sněmovny Národního shromáždění republiky Československé, byly župy na Slovensku jako správní jednotky zcela eliminovány.

## Územní vymezení župy
Povážská župa zahrnovala území severozápadního Slovenska, od státních hranic s Polskem a regionu Oravy přes Žilinu a Turčianský Svätý Martin (sídlo župy) dál k jihu až do regionu Turčianských Teplic. Skládala se z 13 okresů.